# Rachida Mahamane
Rachida Mahamane (sinh ngày 25 tháng 8 năm 1981) là một vận động viên chạy đường dài người Niger. Cô đã thi đấu ở nội dung 5000 mét nữ tại Thế vận hội Mùa hè 1996.